# Сарколіпін
SLN (англ. Sarcolipin) – білок, який кодується однойменним геном, розташованим у людей на короткому плечі 11-ї хромосоми. Довжина поліпептидного ланцюга білка становить 31 амінокислот, а молекулярна маса — 3 762.
| MGINTRELFL |  | NFTIVLITVI |  | LMWLLVRSYQ |  | Y |

E: Глутамінова кислота

F: Фенілаланін

G: Гліцин

I: Ізолейцин

L: Лейцин

M: Метіонін

N: Аспарагін

Q: Глутамін

R: Аргінін

S: Серин

T: Треонін

V: Валін

W: Триптофан

Локалізований у мембрані, ендоплазматичному ретикулумі, саркоплазматичному ретикулумі.